# Алидиды

Алидиды (лат. Alydidae) — семейство полужесткокрылых из подотряда клопов. Запах, испускаемый многими из этих клопов, намного хуже, чем запах клопов-щитников.

## Распространение
В семействе насчитывается более 250 видов из примерно 45 родов. Встречаются в умеренном и жарком климате, большинство видов — обитатели тропиков и субтропиков. В Европе встречается чуть больше 10 видов:
- Alydus calcaratus (Linnaeus, 1758)
- Alydus rupestris Fieber, 1861
- Camptopus lateralis (Germar, 1817)
- Heegeria tangirica (Saunders, 1877)
- Megalotomus junceus (Scopoli, 1763)
- Megalotomus ornaticeps (Stål, 1858)
- Micrelytra fossularum (Rossi, 1790)
- Nariscus spinosus (Burmeister, 1835)
- Nemausus simplex Horváth, 1911
- Tenosius proletarius (Schaum, 1853)

## Описание
Клопы длиной 10—18 мм. Внешне схожи с представителями семейства краевиков (Coreidae), но имеют более широкую голову и длинное узкое тело.

## Экология
Представители семейства растительноядны. Встречаются в кустарниках и травах у обочин дорог и в лесистой местности.

## Классификация
В семейство входят, в частности, такие роды:
- Alydus
- Camptopus
- Dulichius (Dulichius inflatus)
- Heegeria
- Leptocorisa
- Megalotomus
- Micrelytra
- Nariscus
- Nemausus
- Neomegalotomus
- Tenosius